# Beedeville
Beedeville es un pueblo ubicado en el condado de Jackson en el estado estadounidense de Arkansas. En el Censo de 2010 tenía una población de 107 habitantes y una densidad poblacional de 35,25 personas por km².

## Geografía
Beedeville se encuentra ubicado en las coordenadas 35°25′31″N 91°6′52″O / 35.42528, -91.11444. Según la Oficina del Censo de los Estados Unidos, Beedeville tiene una superficie total de 3.04 km², de la cual 3.02 km² corresponden a tierra firme y (0.51%) 0.02 km² es agua.

## Demografía
Según el censo de 2010, había 107 personas residiendo en Beedeville. La densidad de población era de 35,25 hab./km². De los 107 habitantes, Beedeville estaba compuesto por el 95.33% blancos, el 0% eran afroamericanos, el 2.8% eran amerindios, el 1.87% eran asiáticos, el 0% eran isleños del Pacífico, el 0% eran de otras razas y el 0% pertenecían a dos o más razas. Del total de la población el 0.93% eran hispanos o latinos de cualquier raza.